# Nukusa
Nukusa is een geslacht van vlinders van de familie dominomotten (Autostichidae), uit de onderfamilie Symmocinae.

## Soorten
- N. cinerella (Rebel, 1941)
- N. praeditella (Rebel, 1891)